# 委內瑞拉穗甲鯰
委內瑞拉穗甲鯰為輻鰭魚綱鯰形目甲鯰科的其中一種，為熱帶淡水魚，分布於南美洲委內瑞拉馬拉開波湖流域，體長可達18.3公分，棲息在底層水域，生活習性不明。

## 扩展阅读
維基物種上的相關：委內瑞拉穗甲鯰